# Долгоруков, Юрий Алексеевич (1807)
Князь Ю́рий Алексе́евич Долгору́ков (12 (24) февраля 1807—6 (18) марта 1882) — руководитель нескольких губерний, тайный советник, сенатор.
Помещик Сергачского уезда Нижегородской губернии (425 душ), владел также имением в Новосильском уезде Тульской губернии; имел также деревянный дом в Москве.

## Биография
Родился в Москве 12 (24) февраля 1807 года, — второй сын министра юстиции и генерал-прокурора князя Алексея Алексеевича Долгорукова от брака с купеческой дочерью — Маргаритой Ивановной Апайщиковой. Брат виленского губернатора Сергея Алексеевича Долгорукова.
В 1822 году со званием действительного студента окончил Императорский Московский университет — отделение нравственных и политических наук. В 1823 году получил степень кандидата нравственно-политических наук и 17 августа 1823 года поступил в штат Канцелярии Московского военного генерал-губернатора. В 1824—1825 годах состоял при сенатской комиссии, ревизовавшей Вятскую губернию. С 16 ноября 1824 года — титулярный советник, с 3 апреля 1825 года — камер-юнкер.
С 1825 года — советник Московской палаты уголовного суда; участвовал в ревизиях Воронежской и Курской губерний, за что получил орден Святого Владимира 4-й степени (12 июля 1826).
В 1828 году назначен начальником 1-го отделения Департамента государственных имуществ Министерства финансов. Коллежский асессор с 16 ноября 1828 года.
В 1829—1834 годах служил чиновником 2-го отделения Собственной его Императорского Величества канцелярии. С 16 ноября 1828 года — коллежский асессор, с 17 марта 1829 года — надворный советник, с 4 апреля 1830 года — камергер. С 29 января 1833 года — коллежский советник в департаменте Правительствующего сената, работал над кодификацией законов.
Уволен по прошению от службы 8 ноября 1835 года. С 1837 почётный смотритель Балахнинского уездного училища Нижегородской губернии.
В 1838—1840 годах — Виленский губернатор; с 21 сентября 1841 года по 16 декабря 1850 года был в отставке. После возвращения на службу был Олонецким (1851—1853) и Воронежским (1853—1857) губернатором.
В 1853 году организовывал в Воронеже первую выставку сельских произведений пяти чернозёмных губерний: Воронежской, Орловской, Рязанской, Тамбовской и Тульской.
Был произведён 6 января 1857 года в чин тайного советника и тогда же назначен сенатором; был присутствующим в Общем собрании первых трёх департаментов и Департамента герольдии.
Умер 6 (18) марта 1882 года. Похоронен на кладбище Донского монастыря в Москве (участок 3, фото могилы).

## Награды
- орден Святого Владимира 4-й степени
- орден Святой Анны 2-й степени
- орден Святого Станислава 1-й степени (1853)
- орден Святой Анны 1-й степени (1855; императорская корона к ордену — 1857)
- Орден Святого Владимира 2-й степени (1861)
- орден Белого орла (1866)

## Семья
Жена (с 3 июня 1829 года) — Елизавета Петровна Давыдова (27.09.1805—18.09.1878), фрейлина двора, дочь Петра Львовича Давыдова от брака с Натальей Владимировной Орловой. Воспитывалась у деда графа В. Г. Орлова в усадьбе Отрада и была с ним неразлучна до своего замужества. По словам современницы, была чрезвычайно образованная женщина, знала в совершенстве несколько языков и носила во всей своей особе отпечаток знатной барыни. Похоронена рядом с мужем в Донском монастыре (на надгробии они поименованы как Долгорукие, а не Долгоруковы). Дети:
- Наталья (10.03.1830—08.07.1902) — замужем за действительным тайным советником В. С. Арсеньевым, их сын С. В. Арсеньев;
- Алексей (10.11.1831[6]—15.02.1888) — женат первым браком на княжне Ольге Петровне Трубецкой (1840—1875; дочери П. И. Трубецкого), вторым браком (с 04.04.1877) на Екатерине Петровне Давыдовой (1854—1922), внучке декабристов В. Л. Давыдова и С. П. Трубецкого.
- Аглаида (21.08.1833[7]—23.08.1833) — крещена 21 августа 1833 года в Владимирском соборе при восприемстве тетки Е. П. Давыдовой.